# Сновидов
Сновидов (укр. Сновидів) — село в Золотопотокской поселковой общине Чортковского района Тернопольской области Украины.
До 2020 года входило в Бучачский район.
Код КОАТУУ — 6121286201. Население по переписи 2001 года составляло 1897 человек.

## Географическое положение
Село Сновидов находится на левом берегу реки Днестр в месте впадения в неё реки Барыш,
выше по течению на расстоянии в 1,5 км расположено село Космирин,
ниже по течению на расстоянии в 1,5 км расположено село Возилов.

## История
- 1457 год — первое упоминание о селе.

## Объекты социальной сферы
- Школа.
- Клуб.
- Фельдшерско-акушерский пункт.